# Geschichte einer Nonne (Film)

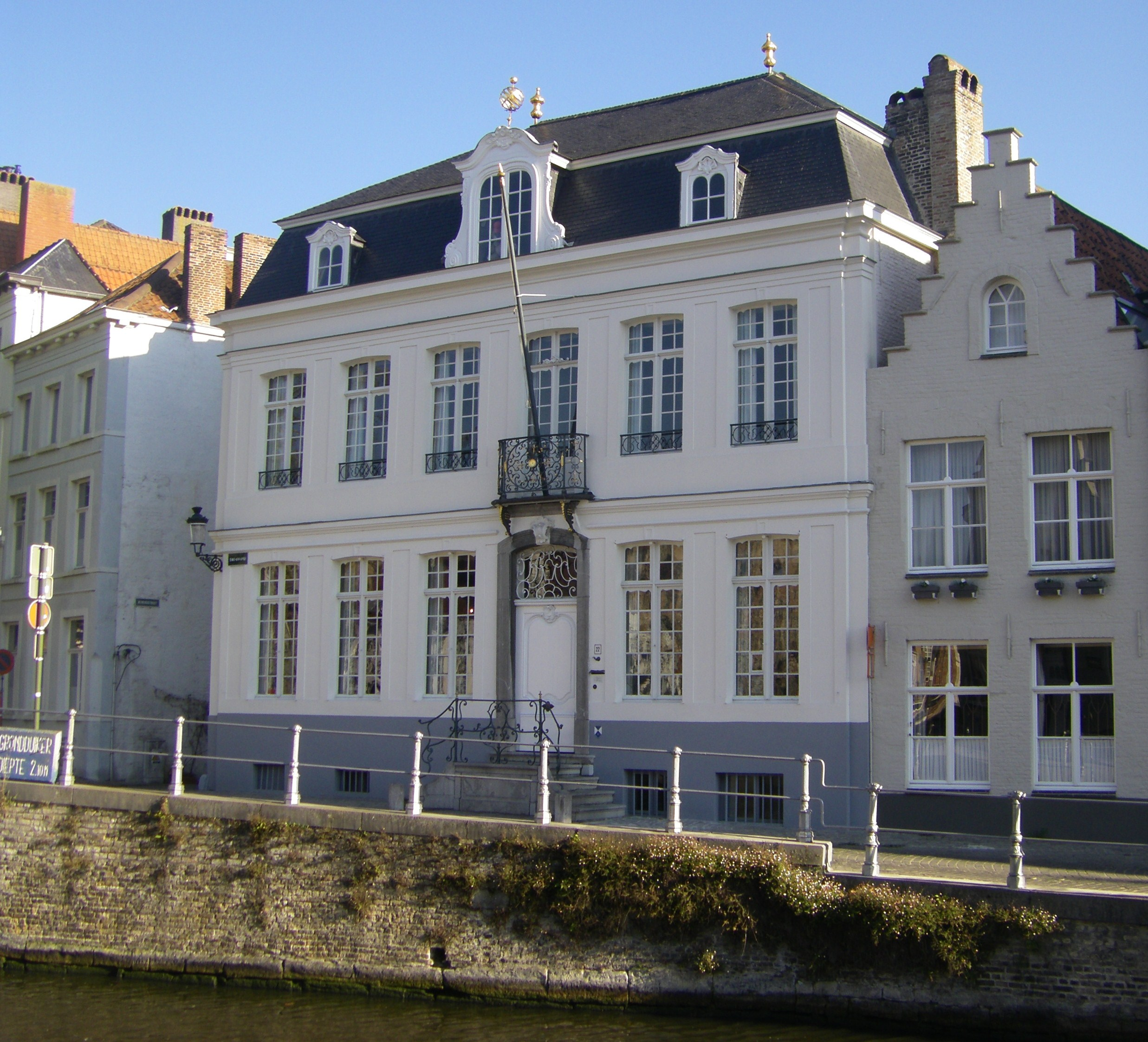
Als Filmkulisse diente das Herrenhaus Nummer 22 an der Brügger Sint-Annarei

Geschichte einer Nonne (Originaltitel: The Nun’s Story) ist ein US-amerikanisches Filmdrama von Fred Zinnemann aus dem Jahr 1959 mit Audrey Hepburn in der Hauptrolle.

## Handlung

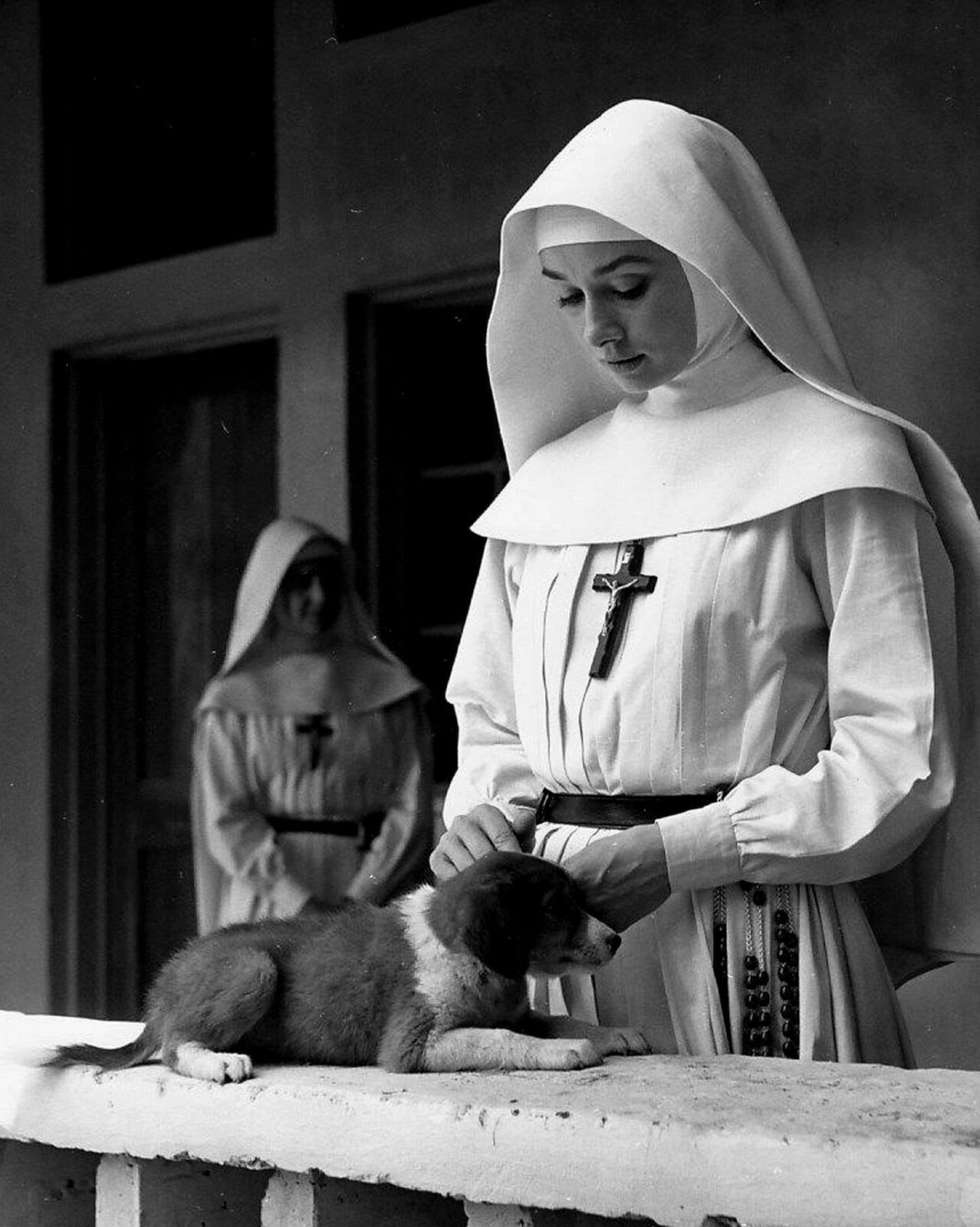
Audrey Hepburn als Schwester Lukas bei den Dreharbeiten in Belgisch-Kongo 1959

Die belgische Arzttochter Gabrielle van der Mal tritt in den 1920er Jahren in ein Kloster ein. Das disziplinierte Leben der Gemeinschaft, in der man keinen Augenblick für sich ist, und das Ideal des klösterlichen Gehorsams machen Gabrielle bereits als Postulantin zu schaffen. Zur Einkleidung erhält sie den Ordensnamen Lukas.
Nach der Ablegung der zeitlichen Gelübde darf Schwester Lukas ein mehrmonatiges Studium der Tropenmedizin beginnen, wird aber anschließend zuerst in eine Nervenheilanstalt entsandt. Nach Ablegung der feierlichen Gelübde wird sie in die Mission nach Afrika geschickt, was schon vor dem Eintritt ihr sehnlichster Wunsch war. Ihr Vorgesetzter dort ist der Chirurg Fortunati, ein Atheist, der Schwester Lukas für innerlich zutiefst unglücklich und zerrissen hält und daher ihre Bemühungen, in der Ordensgemeinschaft zu bleiben, nicht verstehen kann.
Nach zwölf Jahren im Kongo erhält Schwester Lukas 1939, kurz vor dem Ausbruch des Zweiten Weltkriegs, den Auftrag, einen nervenkranken Patienten zurück nach Belgien zu begleiten. Auch der Ausbruch des Krieges verhindert ihre Rückkehr in den Kongo. Im belgischen Mutterhaus und in einem Hospital an der holländischen Grenze, wohin man sie als Nächstes entsendet, fallen ihr das Leben in der Gemeinschaft, der gelobte Gehorsam und die Nächstenliebe auch gegenüber den deutschen Invasoren zunehmend schwerer. Einige Zeit, nachdem ihr Vater als Zivilist von deutschen Fliegern erschossen wurde, verlässt sie die Ordensgemeinschaft; der Film lässt offen, wohin sie nach dem Austritt geht.

## Hintergrund
Das Drehbuch beruht auf der Romanvorlage The Nun’s story von Kathryn Hulme, die sich dabei auf Leben und Erinnerungen von Marie Louise Habets stützte. Die Außenaufnahmen wurden vor allem in Belgisch-Kongo (der heutigen Demokratischen Republik Kongo) und in Brügge gedreht; dort diente unter anderem das Herrenhaus in der Sint-Annarei 22 (Ecke Blekerstraat) als Kulisse für Gabrielles Elternhaus. Für die Innenaufnahmen in der römischen Cinecittà wurde das Innere des belgischen Mutterhauses detailgetreu nachgebaut. Der Film spielte in der Folge das Vierfache seiner Drehkosten ein.

## Kritik
„Fred Zinnemann hat den umstrittenen Roman von Kathryn Hulme respektvoll und sorgfältig den Bedürfnissen der Leinwand angepaßt. Die Thematik scheint jedoch verschoben, so daß unter anderem dem Mißverständnis Vorschub geleistet wird, als sei die Pflicht des klösterlichen Gehorsams mit dem Gebot der Nächstenliebe unvereinbar.“

## Auszeichnungen und Nominierungen
Geschichte einer Nonne war 1959/60 sowohl für den British Academy Film Award, den Golden Globe und den National Board of Review Award nominiert. Bei der Oscarverleihung 1960 war der Film in acht Kategorien nominiert (unter anderem Bester Film, Beste Regie, Beste Hauptdarstellerin), konnte aber keinen Preis gewinnen. Auf dem Festival Internacional de Cine de Donostia-San Sebastián wurde der Film mit der Goldenen Muschel ausgezeichnet.
Zinnemann gewann für seine Regiearbeit den National Board of Review Award und war für den Golden Globe 1960 nominiert.

## Sekundärliteratur
- Selma Mahlknecht: Jenseits der Mauer. Der filmische Blick auf die Nonne. Versuch einer Verallgemeinerung. In: Brigitte Mazohl, Ellinor Forster (Hrsg.): Frauenklöster im Alpenraum (Schlern-Schriften). Wagner, Innsbruck 2012, ISBN 978-3-7030-0491-9 (Interpretation der Novelle)